# Madschdal Schams

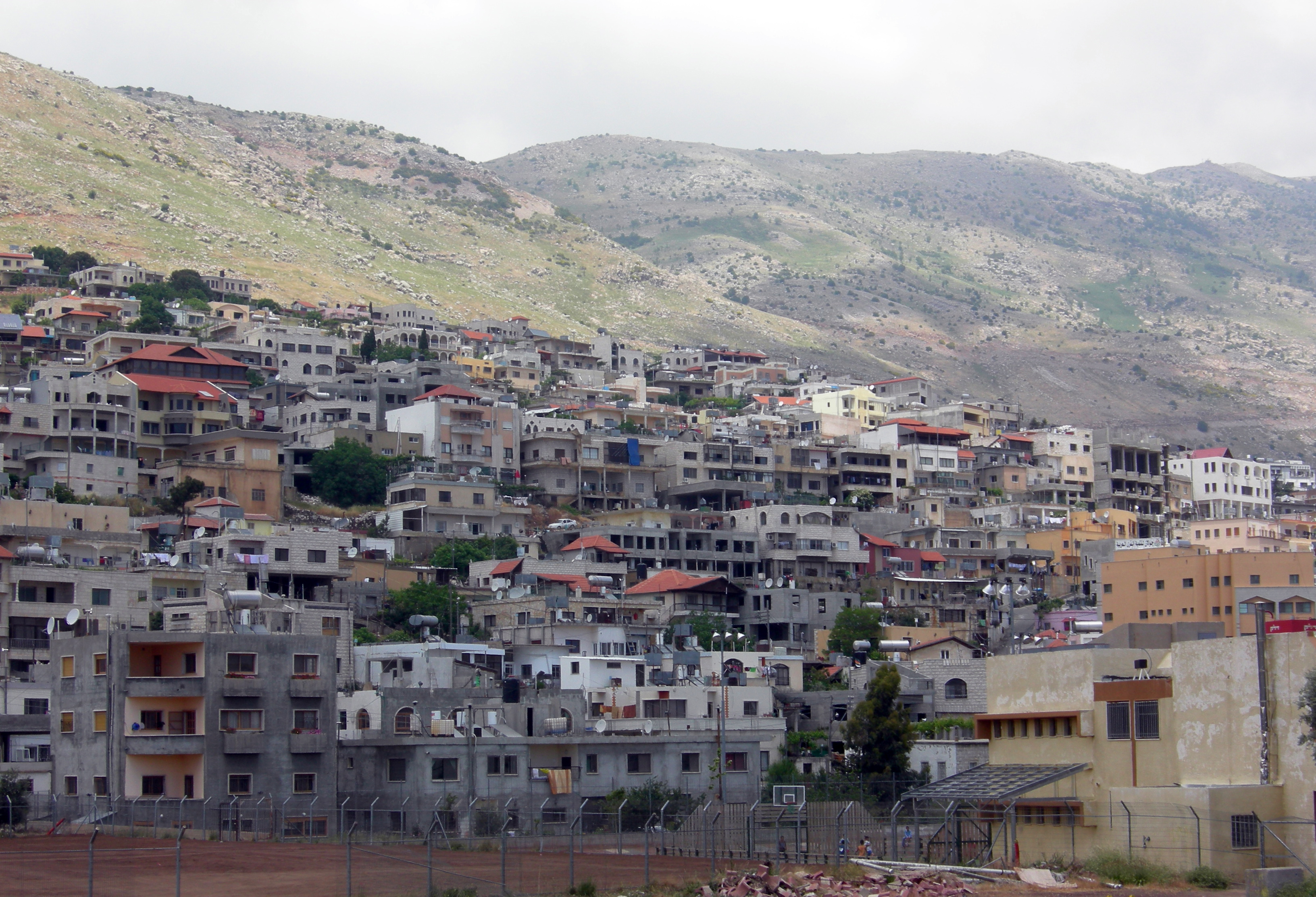
Madschdal Schams (2009)

Madschdal Schams (englisch Majdal Shams; arabisch مجدل شمس, DMG Maǧdal Šams; hebräisch מַגְ'דַל שַׁמְס) ist ein von Drusen bewohntes Dorf am Fuße des Hermon und ein Teil der Golanhöhen, die 1967 von Israel besetzt und 1981 annektiert wurden, aber aus Sicht der internationalen Staatengemeinschaft weiterhin zu Syrien gehören. Mit einer Einwohnerzahl von 11.408 (Stand: Januar 2022) ist Madschdal Schams der größte Ort im Golan. Es liegt auf einer Höhe von rund 1200 m und ist damit der höchstgelegene Ort des Golans und des gesamten Staates Israel (sofern man den Golan zu dessen Staatsgebiet zählt).

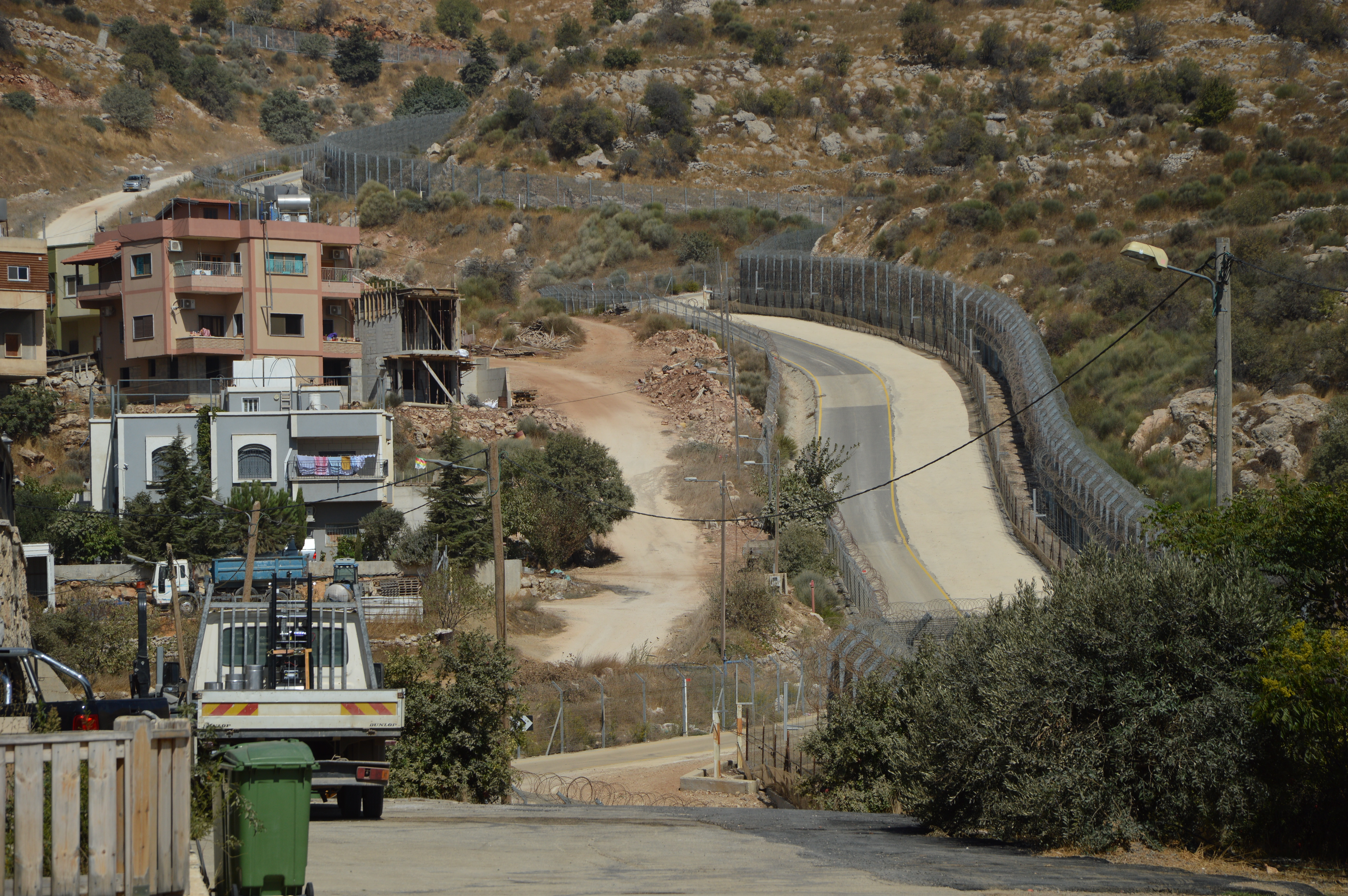
Madschdal Schams liegt direkt an der Grenze zu Syrien

In den Golanhöhen leben etwa 20.000 Drusen, die sich auf vier Dörfer verteilen, wovon Madschdal Schams mit etwa 10.000 Drusen das größte ist. Die Bewohner von Madschdal Schams bezeichnen sich als Syrer, nur wenige haben die israelische Staatsbürgerschaft angenommen. Im Film Die syrische Braut von Eran Riklis aus dem Jahr 2004 wird die örtliche Grenzproblematik thematisiert.
Ende Juli 2024 ging eine Rakete der Hisbollah auf Madschdal Schams nieder und tötete zwölf Kinder und Jugendliche, als diese gerade Fußball spielten.